# روزجار
روزجار (Rüzgar) هو اسم علم ولقب تركي. في اللغة التركية، كلمة 'rüzgar' تعني 'ريح'. من الأشخاص البارزين الذين يحملون هذا الاسم:

## الناس

### الاسم الأول
- روزجار أكسوي، ممثل تركي
- روزجار إركوتشلار (مواليد ١٩٨٦)، ممثل تركي سابق

### اسم العائلة
- كمال روزجار (مواليد ١٩٩٥)، لاعب كرة قدم تركي-ألماني
- نجلا روزجار، رسامة تركية

## آخر
- فئة روزجار للزوارق الهجومية السريعة، وهي فئة زوارق تابعة للبحرية التركية